# IC 3568
IC 3568 је планетарна маглина у сазвјежђу Жирафа која се налази на листи објеката дубоког неба у Индекс каталогу.
Деклинација објекта је + 82° 33' 51" а ректасцензија 12h 33m 6,9s. Привидна величина (магнитуда) објекта IC 3568 износи 10,6 а фотографска магнитуда 11,6. IC 3568 је још познат и под ознакама PK 123+34.1, UGC 7731, CS=11.4, PGC 41662.